# الخلاف الدلالي
الخلاف الدلالي هو الخلاف الذي ينشأ إذا اختلفت الأطراف المعنية حول تعريف كلمة أو عبارة، ليس لأنهم اختلفوا على الحقائق المادية، ولكن لأنهم اختلفوا على تعريفات كلمة (أو عدة كلمات) ضرورية لصياغة الادعاء المعني. في بعض الأحيان، يعتبر أن النزاعات الدلالية ليست نزاعات حقيقية على الإطلاق، ولكن في كثير من الأحيان تعتبر حقيقية تماما، على سبيل المثال، في الفلسفة. كما يُعتقد أحيانًا أنه عندما ينشأ اختلاف دلالي، ينبغي أن يتحول تركيز النقاش من الفرضية الأصلية إلى معنى المصطلحات التي توجد لها تعريفات مختلفة (الفهم والمفاهيم وما إلى ذلك). يمكن أن تؤدي النزاعات الدلالية إلى المغالطة المنطقية للمراوغة. ففي السياسة، على سبيل المثال، يمكن أن تشمل النزاعات الدلالية معنى كلمات مثل ليبرالي أو ديمقراطي أو محافظ أو جمهوري أو تقدمي أو حر أو الرفاهية أو اشتراكي.